# Cellorigo
Cellorigo es un municipio y localidad española del noroeste de la comunidad autónoma de La Rioja. Perteneciente a la comarca de Haro, se ubica en los picos del mismo nombre sobre los montes Obarenes, también conocidos como Peña Luenga, y a escasos kilómetros de Miranda de Ebro y Haro. Cuenta con una población de 10 habitantes (INE 2024).

## Localización
Perteneciente a la comarca de Haro limita por el norte con Miranda de Ebro (Burgos), por el este con Galbárruli, por el sureste con la granja Sajuela (Burgos), por el sur con Fonzaleche y por el oeste con Foncea.

## Historia
El valor estratégico del enclave de Cellorigo como paso entre las comarcas de Miranda y Haro, le hizo ser protagonista de multitud de hechos históricos que se remontan al siglo IX.
En 882 sucede la primera batalla de Cellorigo entre las tropas del príncipe Al-Mundir de Córdoba y el conde y tenente en Álava Vela Jiménez, defensor del Castillo de Cellorigo, saliendo victorioso el conde Vela. Un año más tarde se produce la segunda batalla con el mismo resultado. Después del conde Vela, el castillo fue gobernado por Munio Vélaz, quien pudo ser su hijo, y Vela Ovecoz.
El rey García Sánchez III de Pamplona el de Nájera, en su carta de arras, cede a su esposa Estefanía, entre otros castillos y poblados, el de Cellorigo. En 1049 Muño Téllez vende al obispo Gomesano y al abad de San Millán de la Cogolla el monasterio de San Pelayo de Cellorigo. Dicho monasterio es usurpado posteriormente por Tello Muñoz, siendo devuelto a San Millán en 1060. En 1064 o 1065 el Fernando I dio en tenencia el castillo de Cellorigo a Rodrigo Álvarez, abuelo materno de El Cid. En 1099 Alfonso VI en el Fuero de Miranda cede a dicha villa todo el territorio del Alfoz de Cellorigo. Pero tanto la villa como el castillo han de permanecer libres e independientes.

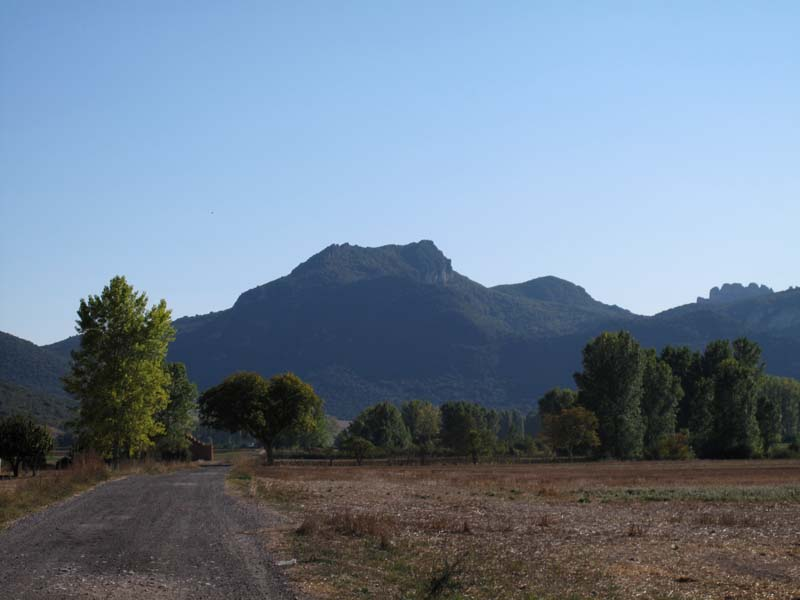
Riscos de Cellorigo desde el lado sur de los montes Obarenes, como se ven desde Orón y la cuenca de Miranda de Ebro.

En 1117 Alfonso I de Aragón confirma una carta de donación hecha en el Monasterio de Santa María la Real de Nájera y nombra en ella a Oriol Aznar tenente de Cellorigo. Mientras que Alfonso VII, en 1151, incluye a Cellorigo en el fuero de Cerezo. En 1174 Alfonso VIII de Castilla, nieto de Alfonso VII, propone al rey Sancho VI de Navarra, someter el asunto de las fronteras al arbitraje de Enrique II de Inglaterra, y ofrece como garantía los castillos de Arnedo, Nájera y Cellorigo, donde lo denominaba como el Celorigon castellum iudeorum (Castillo de judíos). Siete años más tarde, en 1181, bajo su gobierno, Diego López II de Haro, señor de Vizcaya, manda hacer una pesquisa. Diez años más tarde, en 1191, se cita a Martín Bravo, mayordomo del rey, como teniente de Cellorigo. Un año antes de su muerte (1213), el rey castellano Alfonso VIII orden hacer otra pesquisa con el objetivo de dirimir un litigio entre Cellorigo,  Arce y Foncea.
Durante los siglos XIII y XIV la localidad riojana pierde su independencia y pasa a pertenecer a diferente ciudades:
- 1288: Cellorigo es anexionado como aldea a la villa de Miranda de Ebro por el rey Sancho IV.
- 1360: Cellorigo, junto a Galbárruli, es entregada a la ciudad de Vitoria por el rey Pedro I de Castilla.
- 1371: Se anula la entrega de 1360 por parte del rey castellano Enrique II de Castilla, hermano de Pedro I de Castilla y Cellorigo, junto a la villa de Miranda y el resto de sus aldeas, es donada a la ciudad de Burgos.

La soberanía de la ciudad de Burgos se sucede a lo largo de cuatro siglos, pese a que a lo largo del siglo XV, bajo el reinado de Juan II de Castilla, pierde por lo menos en dos ocasiones el castillo frente a Pedro Sarmiento, conde de Salinas, y su incondicional Lope Sánchez de Velandia. Un sucesor de Pedro Sarmiento y heredero del título de conde de Salinas, Diego de Sarmiento, pone cerco en 1464 al castillo siendo derrotado por los refuerzos burgaleses llegados de la capital. En los años 1521 y 1524 el rey Carlos I hace entrega de la fortaleza de Cellorigo a Diego de Rojas y Juan de Rojas. Tras la protesta enérgica de la ciudad de Burgos, esta consigue que le sea devuelto el castillo.

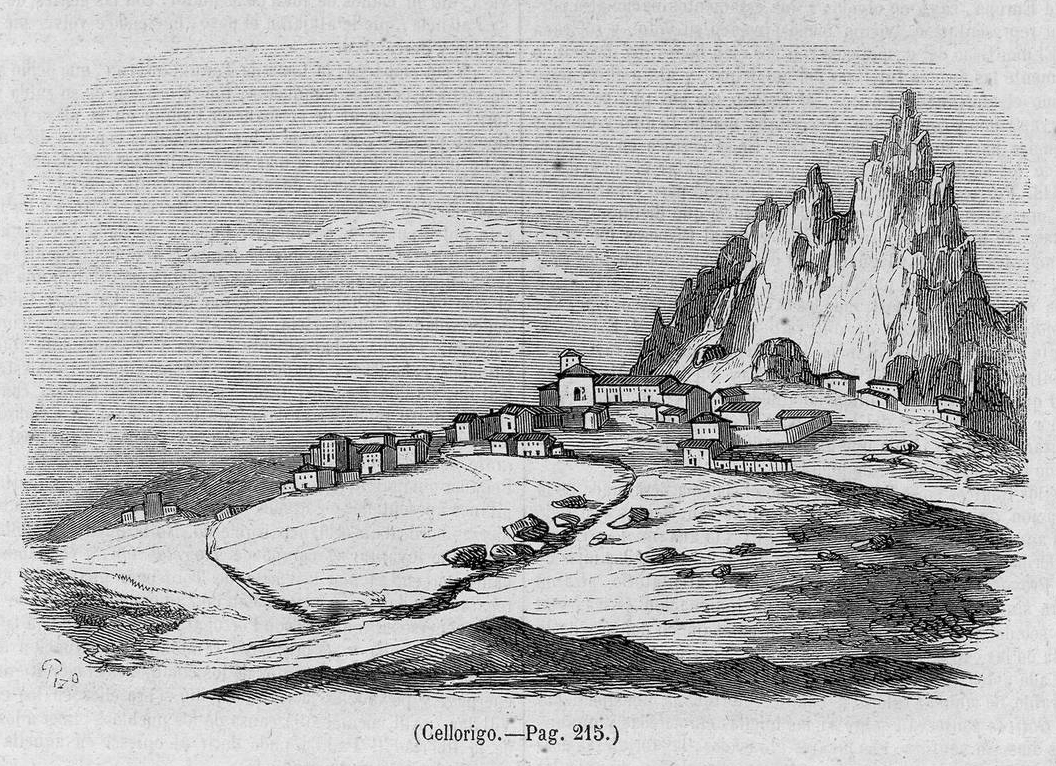
Vista de la localidad (Semanario Pintoresco Español, 1853)

En 1734 el rey Felipe V concede a la villa el Privilegio de Villazgo.
En 1790 Cellorigo fue uno de los municipios fundadores de la Real Sociedad Económica de La Rioja, la cual era una de las sociedades de amigos del país creadas en el siglo XVIII conforme a los ideales de la ilustración.
A mediados del siglo XX, el municipio tuvo un proceso progresivo de pérdida de población que emigró en su mayoría a Bilbao, Vitoria, Logroño y Miranda de Ebro.

## Geografía humana

### Demografía
Cuenta con una población de 10 habitantes (INE 2024).
| Gráfica de evolución demográfica de Cellorigo entre 1842 y 2021                                                       |
| |
| Población de derecho según los censos de población del INE. Población de hecho según los censos de población del INE. |

## Administración
| Periodo   | Nombre                                                 | Partido |
| --------- | ------------------------------------------------------ | ------- |
| 1979-1983 | Serapio López de Silanes Ruiz                          | UCD     |
| 1987-1991 | José Salvador López de Silanes Fernández de Valderrama | CDS     |
| 1991-1995 | José Salvador López de Silanes Fernández de Valderrama | PSOE    |
| 1995-1999 | José Salvador López de Silanes Fernández de Valderrama | PSOE    |
| 1999-2003 | Isidro Busto López de Silanes                          | PP      |
| 2003-2007 | José Ignacio López de Silanes Fernández de Valderrama  | PP      |
| 2007-2011 | Isidro Busto López de Silanes                          | PP      |
| 2011-2015 | José Salvador López de Silanes Fernández de Valderrama | PSOE    |
| 2015-2019 | Isidro Busto López de Silanes                          | PP      |
| 2019-2023 | José Salvador López de Silanes Fernández de Valderrama | PSOE    |

## Economía
La economía del municipio de Cellorigo se basa en el sector primario, principalmente dedicado al cereal (trigo y cebada) y a la vid, perteneciendo a la Denominación de Origen Rioja.

## Patrimonio

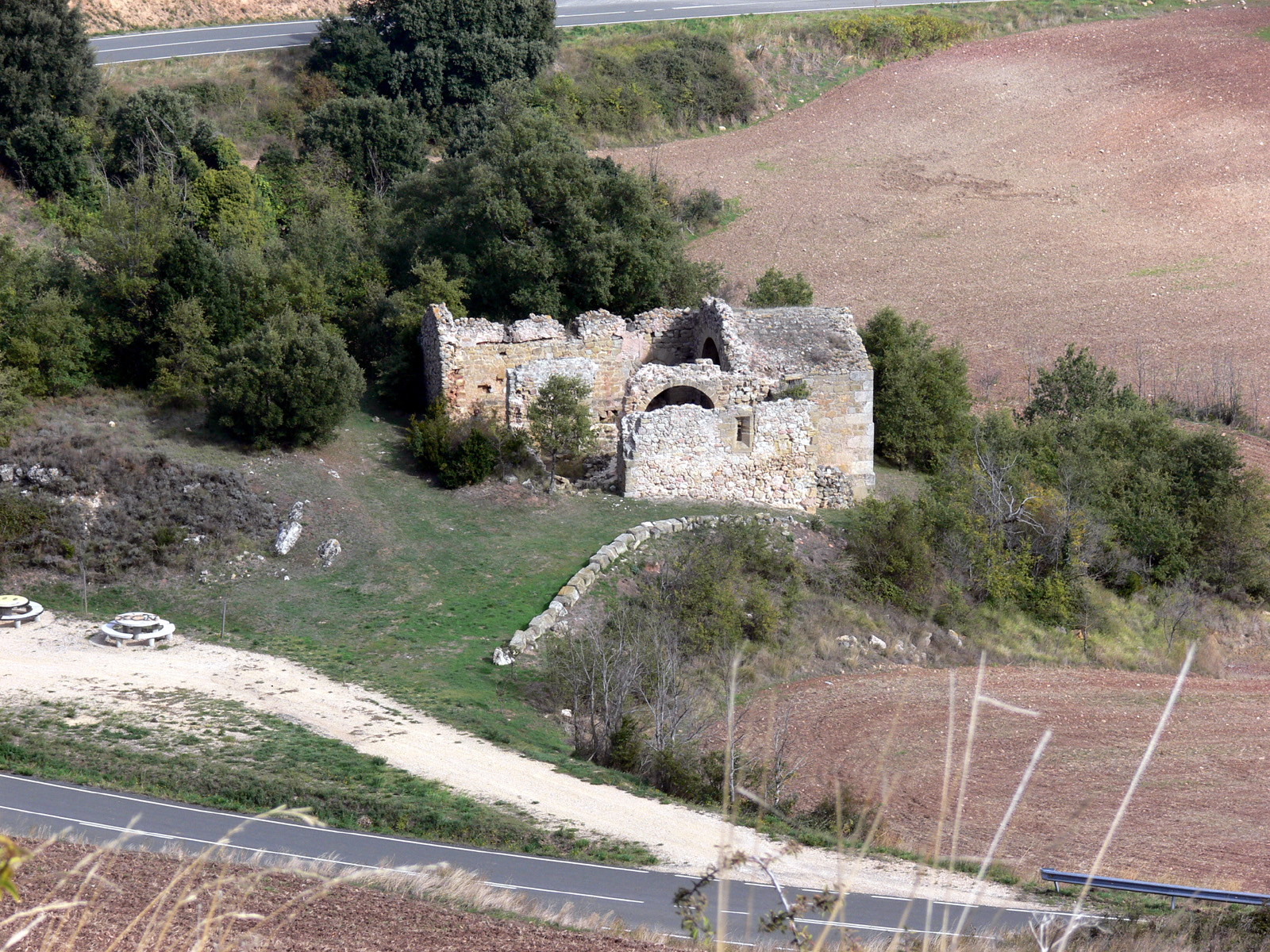
Ruinas de la ermita de Santa María del Barrio.

- Iglesia parroquial de San Millán: data su construcción original del siglo XV, aunque con reconstrucciones posteriores del siglo XVI. La iglesia actual se encuentra construida sobre otra anterior datada de los siglo X y XI, de estilo mozárabe que tenía advocación a San Millán y Santiago. Es un edificio realizado en sillería que tiene la singularidad de estar compuesto de dos naves, divididas en tres tramos. Destaca la torre de cuatro cuerpos, realizada por Juan de Terrenos en 1598, y la sacristía situada en el tramo central realizada en el 1734 por Matías Estanillo, junto a ella se encuentra la capilla de Santa Ana construida en 1714 por Martín Eleajalde. El pórtico está cubierto por techumbre de madera, dónde llaman la atención las puertas del siglo XVIII y la rejería de hierro del XVI. En el interior se encuentra la capilla sepulcral de Juan Frías Salazar, muerto a finales de siglo XV, con un sepulcro con la imagen yacente. El retablo mayor es del siglo XVII en estilo clasicista, en tres cuerpos divididos en tres calles, presidido en el centro por una talla de San Millán Matamoros.[4][5]
- Ermita de Santa María del Barrio: Templo románico construido en el siglo XII, situado a unos 500 metros de la localidad. Sufrió una reforma total alrededor del siglo XVIII aprovechándose la cabecera recta del santuario primitivo. Hoy en día está en ruinas.
- Fuente Vieja: Se encuentra en la vertiente norte, bajo una cubierta del siglo XVIII.

## Hijos Ilustres
- Juan Frías Salazar: siglo XV. Señor de Cellorigo. Se encuentra enterrado en la capilla sepulcral de la iglesia de San Millán.
- Antonio López de Silanes y Martínez de Salinas: (1915-1996) Nacido en Cellorigo en una familia de agricultores, emigró a México. En 1943 fundó Laboratorios Silanes, actualmente uno de los mayores grupos farmacéuticos de México. Fue un gran mecenas dando becas para la investigación, financió hospitales, y otras acciones altruistas, y por ello en su honor se colocó una placa conmemorativa en las calles de la localidad. Sus descendientes han sido fundadores y los principales impulsores del Centro Riojano de México.[6][7] Fue presidente de la Cámara Española de Comercio e Industria en México, del Instituto Cultural Hispano – Mexicano, del Club de España, del Hospital de Nuestra Señora del Perpetuo Socorro, y del Club Rotario de México.
- José Luis López de Silanes Busto: (1946-act.) Nacido en Haro pero de origen cellorigano. Ingeniero Industrial. Presidente de la Compañía Logística de Hidrocarburos CLH desde 2005, presidente del Consejo Social de la Universidad de La Rioja, miembro del Consejo Asesor de la Cátedra UNESCO de Gestión y Política Universitaria de la UPM (Universidad Politécnica de Madrid) y miembro del Consejo Asesor de la Escuela de Ingenieros Industriales de la Universidad Politécnica de Madrid.[8]
- Ciriaco López de Silanes Cantabrana: Sacerdote e historiador. Ha escrito libros sobre la historia de Cellorigo cómo "Historia religiosa de la villa de Cellorigo" de 1971, "Cronología de la villa de Cellorigo" de 1981 y "Un centenario que no debe olvidarse" artículo en Nueva Rioja de 1982, y otros de la historia riojana como "La colección diplomática calceatense" de 1985.

## Cultura
En 1998 se funda la Asociación de Amigos de Cellorigo "Santa Ana" en honor a la patrona. La asociación lleva a cabo labores de dinamización de la localidad, actividades, recuperación de tradiciones y fiestas, e incluso desde 2008 publica una revista "Peña Lengua" para dar a conocer la historia y las tradiciones de Cellorigo.